# Ethelum reflexum
Ethelum reflexum är en kräftdjursart som först beskrevs av Dollfus 1896.  Ethelum reflexum ingår i släktet Ethelum och familjen Eubelidae. Inga underarter finns listade i Catalogue of Life.